# Campagna dello Hubei
La campagna dello Hubei fu un'importante campagna militare combattuta tra le forze dell'Esercito Rivoluzionario Nazionale del Governo nazionalista e Primo Fronte Unito e le forze della Cricca di Zhili del Governo Beiyang all'inizio della Spedizione del Nord (1926-1928) del Periodo dei signori della guerra cinese.
La campagna si risolse con un'importante vittoria del Primo Fronte Unito guidato da Chiang Kai-shek contro le forze nemiche guidate dal potente generale e signore della guerra Wu Peifu e la conquista da parte dell'Esercito Rivoluzionario Nazionale di Wuhan e di tutto l'Hubei nella Cina centrale e questo significò l'inizio del declino del potere della cricca di Zhili e di tutto il Governo Beiyang dei signori della guerra in generale, sulla Cina.